# Provinz Datem del Marañón
Die Provinz Datem del Marañón liegt in der Region Loreto im Norden von Peru. Die Provinz hat eine Fläche von 46.610 km². Beim Zensus im Jahr 2017 lebten 48.482 Menschen in der Provinz. 10 Jahre zuvor lag die Einwohnerzahl bei 49.571. Verwaltungssitz ist das am Río Marañón gelegene San Lorenzo.

## Geographische Lage
Die Provinz Datem del Marañón liegt im Westen der Region Loreto im Amazonastiefland. Im Westen reicht die Provinz bis zur peruanischen Ostkordillere. Die Provinz besitzt eine maximale Längsausdehnung in Nord-Süd-Richtung von etwa 335 km sowie eine Breite von 120 km. Die Provinz wird von den Flüssen Río Morona (im Westen) und Río Pastaza (im Osten) in südlicher Richtung durchflossen. Der Süden wird vom Río Marañón in östlicher Richtung durchflossen. Dessen rechte Nebenflüsse Río Yanapaga, Río Potro und Río Cahuapanas, entwässern den äußersten Süden der Provinz.
Im Osten grenzt die Provinz Datem del Marañón an die Provinzen Loreto und Alto Amazonas, im Süden an die Region San Martín, im Westen an die Region Amazonas sowie im Norden an Ecuador.

## Verwaltungsgliederung
Die Provinz Datem del Marañón ist in sechs Distrikte unterteilt. Der Distrikt Barranca ist Sitz der Provinzverwaltung.
| Distrikt   | Verwaltungssitz           |
| ---------- | ------------------------- |
| Andoas     | Alianza Cristiana         |
| Barranca   | San Lorenzo               |
| Cahuapanas | Santa María de Cahuapanas |
| Manseriche | Saramiriza                |
| Morona     | Puerto Alegria            |
| Pastaza    | Ullpayacu                 |